# Annett Witte
Annett Witte (1972) es abogada tributaria y directora ejecutiva de la Fundación Friedrich Naumann para la Libertad.

## Reseña biográfica
Annett Witte es abogada tributaria  de formación y fue durante mucho tiempo portavoz personal del vicepresidente del Bundestag Dr. Hermann Otto Solms. Trabajó durante varios años en el Bundestag y en su  departamento de administración. Tras su paso como jefa del Departamento del Comisionado Parlamentario para las Fuerzas Armadas del Bundestag, dirigió desde el 2015 hasta septiembre del 2021 el Instituto Liberal de la Fundación Friedrich Naumann para la Libertad. Además, desde el 2018 se desempeñó como representante general de la dirección ejecutiva. Desde el 15 de septiembre de 2021 ocupó la Dirección de Recursos Humanos y desde el 10 de diciembre de 2021 es la directora ejecutiva, reemplazando a Steffen Saebisch, luego de siete años en el cargo.

## Pensamiento
Annete Witte, no se considera una política, pero piensa que el trabajo de las fundaciones políticas tiene un significado de vital importancia para un mundo en transición. Para ella, la gestión de la Fundación debería enfocarse en la responsabilidad personal y la autodeterminación, los derechos civiles y el Estado de derecho, educación y oportunidades de progreso. Un anhelo personal es el desarrollo del feminismo liberal. En tal virtud, reflexiona que las mujeres al frente de la política deben soportar todavía acoso sexual y actos de violencia en las redes. Es necesario entonces, según Witte, leyes penales claras y una aplicación en conjunto con la policía y el poder judicial. Es articulista de la revista digital 4liberty.eu.